# 水利產業

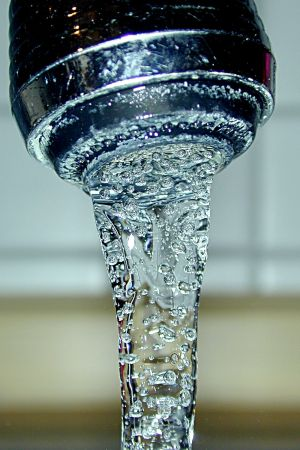
饮用水

水利產業提供家庭及工廠飲用水以及廢水的服務（包括污水處理）。範疇主要包括：原水的開發與利用、供（用）水系統操作服務、殘餘物質處理服務、先進造水處理技術研發。

## 概述
現代水利產業憑藉著精密且昂貴的水、污水系統與污水處理廠來運轉，通常佔了GDP的1-2%。

## 外部連結
- Lowi, Alvin Jr. Avoiding the Grid: Technology and the Decentralization of Water （页面存档备份，存于）
- WaterWorld Magazine (see Water & Wastewater Industry Report e-newsletter) （页面存档备份，存于）
- Industrial WaterWorld （页面存档备份，存于）
- Water & Wastewater International （页面存档备份，存于）
- Water Procurement Portal （页面存档备份，存于）
- National Association of Clean Water Agencies (NACWA) （页面存档备份，存于） Major sewerage agencies in the U.S.